# Марко Мркоци
Марко Мркоци (Познановец, 18. септембар 1918 — Загреб, 8. фебруар 1997), учесник Народноослободилачке борбе, друштвено-политички радник СФР Југославије и СР Хрватске и народни херој Југославије.

## Биографија
Рођен је 18. септембра 1918. године у Познановцу, Хрватско Загорје. Родитељи су му били сиромашни, а отац му је био радник у фабрици цигле „Загорка“ у Бедековчини. Марко је завршио машинбраварски занат и радио је најпре у фабрици коже у Познановцу, а затим Загребу, Соблинцу, Славонском Броду и другде.
Као млади радник, укључио се у раднички покрет под вођством Комунистичке партије Југославије. Радио је у Уједињеном радничком синдикалном савезу Југославије. Ангажовао се у раду с младим радницима и омладином, а 1939. године постао је члан Комунистичке партије Хрватске.

### Народноослободилачка борба
Окупацију Југославије дочекао је служећи војни рок. Кад се вратио у родно место, одмах се повезао с партијском организацијом, која је деловала у том крају још од 1934. године и почео да ради на припремама устанка, затим на ширењу организација Народноослободилачког покрета, на сакупљању оружја, те на активирању сељака и радника на политичкој платформи КПЈ и КПХ. У августу 1941. године одлази, с групом од петнаест чланова Комунистичке партије, које је и сам окупљао, у шуму Дубрава крај Познановца, где је организована партизанска јединица. Ту је у окршају с непријатељем био лакше рањен.
Од марта 1942. године, односно од времена формирања Првог загорског партизанског одреда, био је водник у Првој партизанској чети, која је основана и која је деловала на подручју тадашњег котара Златар. Међу борцима те чете, истакао се у првим сукобима против усташа. Већ у мају исте године отишао је међу партизане у Славонију. Тамо је боравио неколико месеци, учествујући у сукобима против непријатељских војника.
По наређењу Главног штаба Хрватске, крајем 1942. године поновно је отишао на подручје Хрватског Загорја, да ради на ширењу устанка. Осим учешћа у борбама, испуњавао је и многе политичке задатке. Ангажовао се у раду на проширењу партијских организација и скојевских група у селима, на стварању котарских комитета КПХ и СКОЈ-а, ширењу мреже народноослободилачких одбора, органа народне власти и других организација Народноослободилачког покрета. Посебно се ангажовао на припремању формирања Другог загорског партизанског одреда. У КПЈ, Марко је до краја рата обављао функцију секретара Окружног комитета КПХ Крапина.

### Послератна каријера
После ослобођења земље завршио је Вишу политичку школу „Ђуро Ђаковић“ и Вишу војну академију у Београду, а радио је на разним партијским и другим дужностима:
- радио је у Централном комитету КПХ и постао његов члан
- посланик Уставотворне скупштине ФНР Југославије, те савезни и републички посланик од тада до 1974. године
- секретар Котарског комитета КПХ Кутина, Златар и Крапина

Био је и на многим одговорним дужностима у привреди: 
- генерални директор комбината „Југокерамика“ у Загребу
- председник Удружења неметала Југославије
- потпредседник Скупштине града Загреба за привреду
- председник Привредне коморе Загреба
- генерални директор Кредитне банке Загреб (касније је пензионисан)

Умро је 8. фебруара 1997. године у Загребу. Сахрањен је на загребачком гробљу Мирогој.
Носилац је Партизанске споменице 1941. и низа других одликовања. Орденом народног хероја одликован је 9. маја 1952. године.